# Pamjať Azova (1888)
Pamjať Azova byl pancéřový křižník ruského carského námořnictva. Ve službě byl v letech 1890–1919. Od roku 1907 nesl jméno Dvina. Účastnil se první světové války a potopen byl Brity za ruské občanské války.

## Stavba

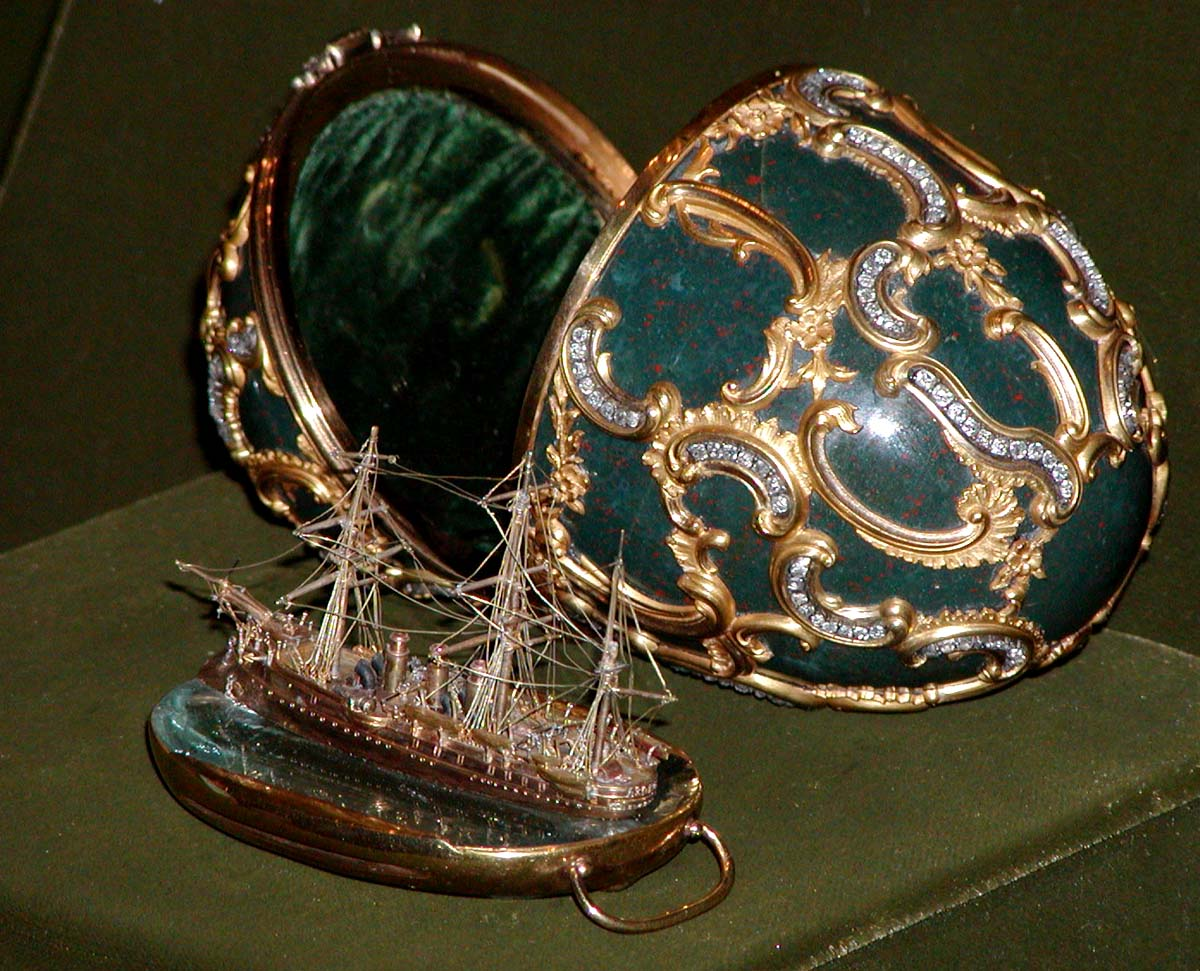
Fabergého vejce připomínající asijskou plavbu prince Mikuláše II. na palubě křižníku Pamjať Azova. Uvnitř vejce je ukryta zlatá miniatura plavidla.

Křižník postavila ruská loděnice v Petrohradu. Stavba byla zahájena roku 1886, na vodu byl spuštěn roku 1888 a do služby byl uveden roku 1890.

## Konstrukce
Křižník byl vyzbrojen dvěma 203mm kanóny, třinácti 152mm kanóny, dvěma 63mm kanóny Baranovski, sedmi 47mm kanóny, osmi 37mm kanóny a třemi 381mm torpédomety. Pohonný systém měl výkon 8500 hp. Skládal se ze šesti kotlů a dvou parních strojů s trojnásobnou expanzí, pohánějících dva lodní šrouby. Zároveň měl křižník oplachtění. Nejvyšší rychlost dosahovala 17 uzlů. Dosah byl 1600 námořních mil při rychlosti 10 uzlů.

## Osudy

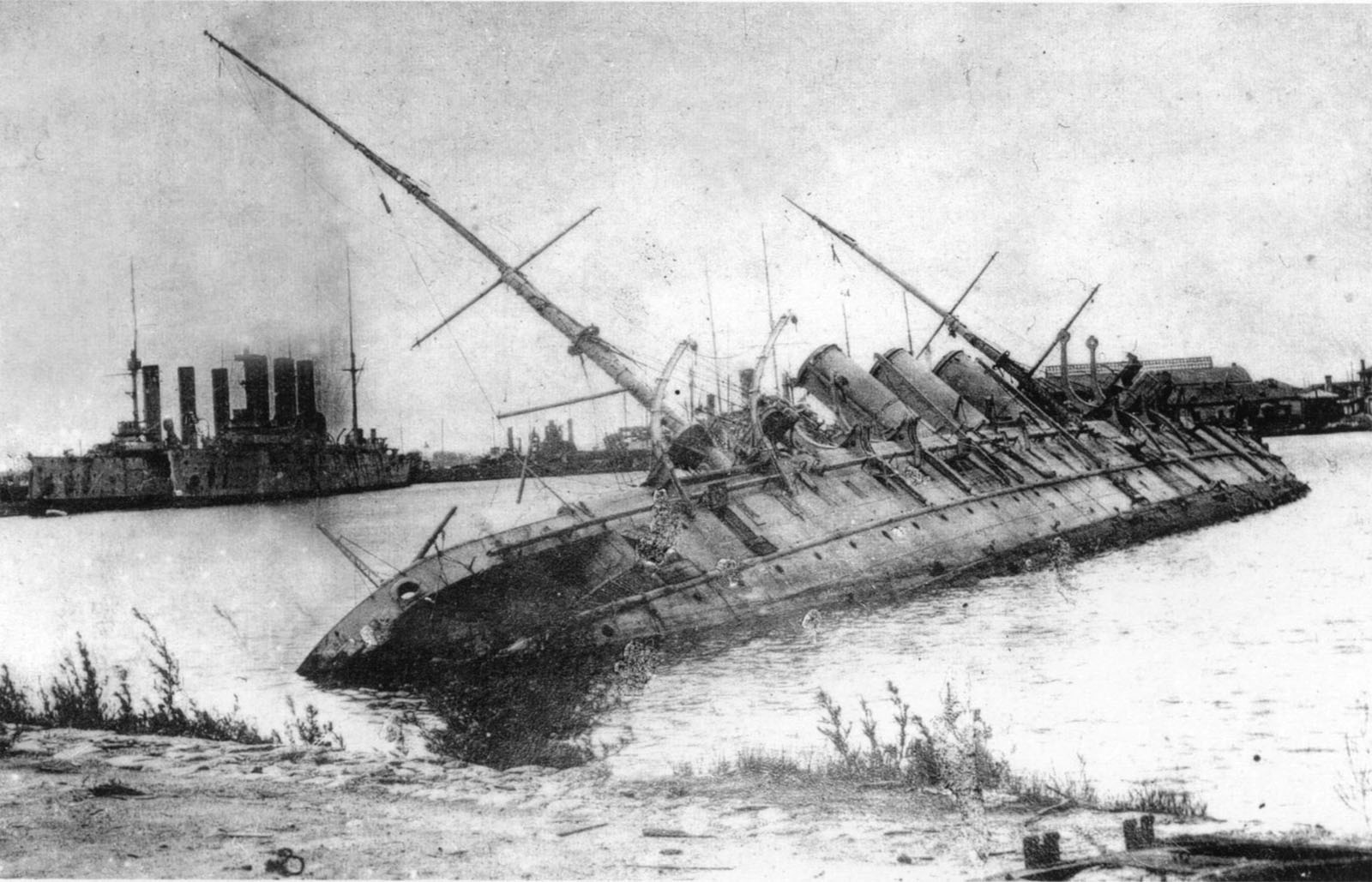
Potopený křižník Pamjať Azova

Po spuštění na vodu loď absolvovala dvouletou diplomatickou misi na Dálném východě (1890 -1892). Na palubě se plavil následník trůnu carevič Mikuláš Alexandrovič, který byl v Japonsku zraněn šavlí při útoku japonského fanatika. Členem posádky i byl i poručík námořní služby Vladimír Dmitrijevič Mendělejev, syn Dmitrije Ivanoviče Mendělejeva, který pořizoval při vyšetřování incidentu fotografickou dokumentaci. Křižník Pamjať Azova sloužil od roku 1907 jako cvičná loď. V letech 1907–1919 nesl jméno Dvina. Za první světové války sloužil jako mateřská a velitelská loď. Jeho konec přinesla britská intervence do ruské občanské války. Dne 18. srpna 1919 jej při útoku na Kronšadt potopily britské torpédové čluny.